# 베르됭
베르됭(프랑스어: Verdun, 독일어: Wirten 비르텐[*])은 프랑스 북부 그랑테스트 레지옹의 뫼즈주에 있는 소도시이다. 뫼즈 주의 주도는 베르됭보다 조금 더 작은 바르르뒤크이지만, 베르됭은 뫼즈 주에서 가장 큰 도시이다.
베르됭 조약과 베르됭 전투로 잘 알려져있다.

## 역사
- 4세기 - 베르됭에 주교가 머물기 시작한다。
- 843년 - 프랑크 왕국을 셋으로 분할하는 베르됭 조약이 체결되었다.
- 오토 1세 재위시에 메스, 툴과 함께 독일계 주교의 관할구역이 되다.
- 11~12세기 - 베르됭에 대성당이 건설되다.
- 1552년 - 프랑스의 왕 앙리 2세가 베르됭을 점령한다.
- 1648년 - 베스트팔렌 조약에 의해 프랑스령이 된다.
- 1792년 - 오스트리아군이 침공하여 요새가 함락된다.
- 1916년 - 제1차 세계 대전 중 베르됭 전투가 벌어지다.
- 1940년 - 독일군이 침공하여 요새가 함락된다.